# Leamna de Sus
Leamna de Sus – wieś w Rumunii, w okręgu Dolj, w gminie Bucovăț. W 2011 roku liczyła 412 mieszkańców.